# Şəhidlər Xiyabanı
Şəhidlər Xiyabanı – pomnik i cmentarz w Baku, poświęcone ofiarom radzieckiej interwencji w Azerbejdżanie w 1990 roku i wojny o Górski Karabach. Şəhidlər Xiyabanı zlokalizowany jest w południowej części miasta, na wzgórzu, z którego roztacza się widok na centrum Baku i Morze Kaspijskie.